# Erica mammosa
Erica mammosa là một loài thực vật có hoa trong họ Thạch nam. Loài này được Carl von Linné mô tả khoa học đầu tiên năm 1771.

## Hình ảnh

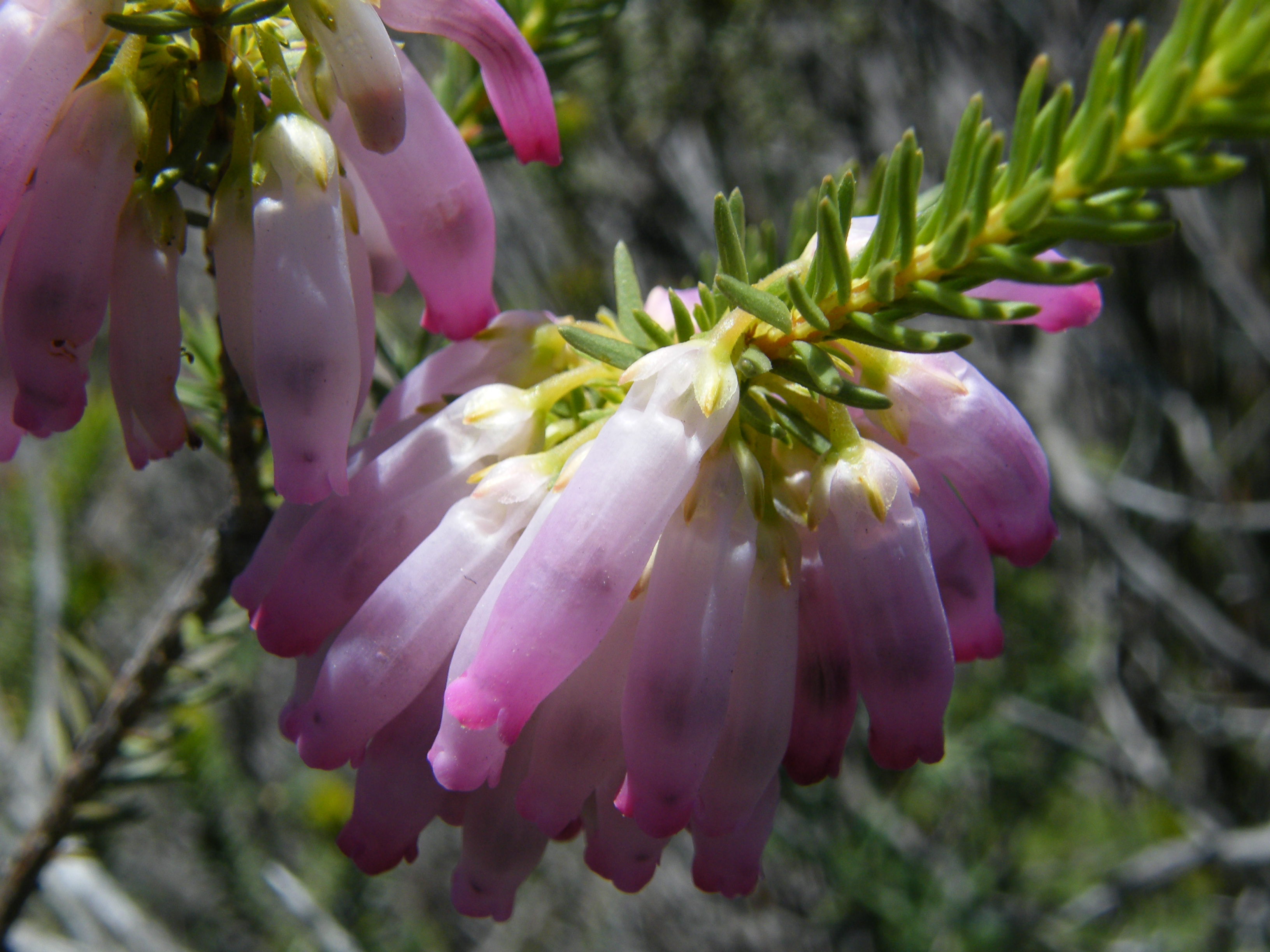
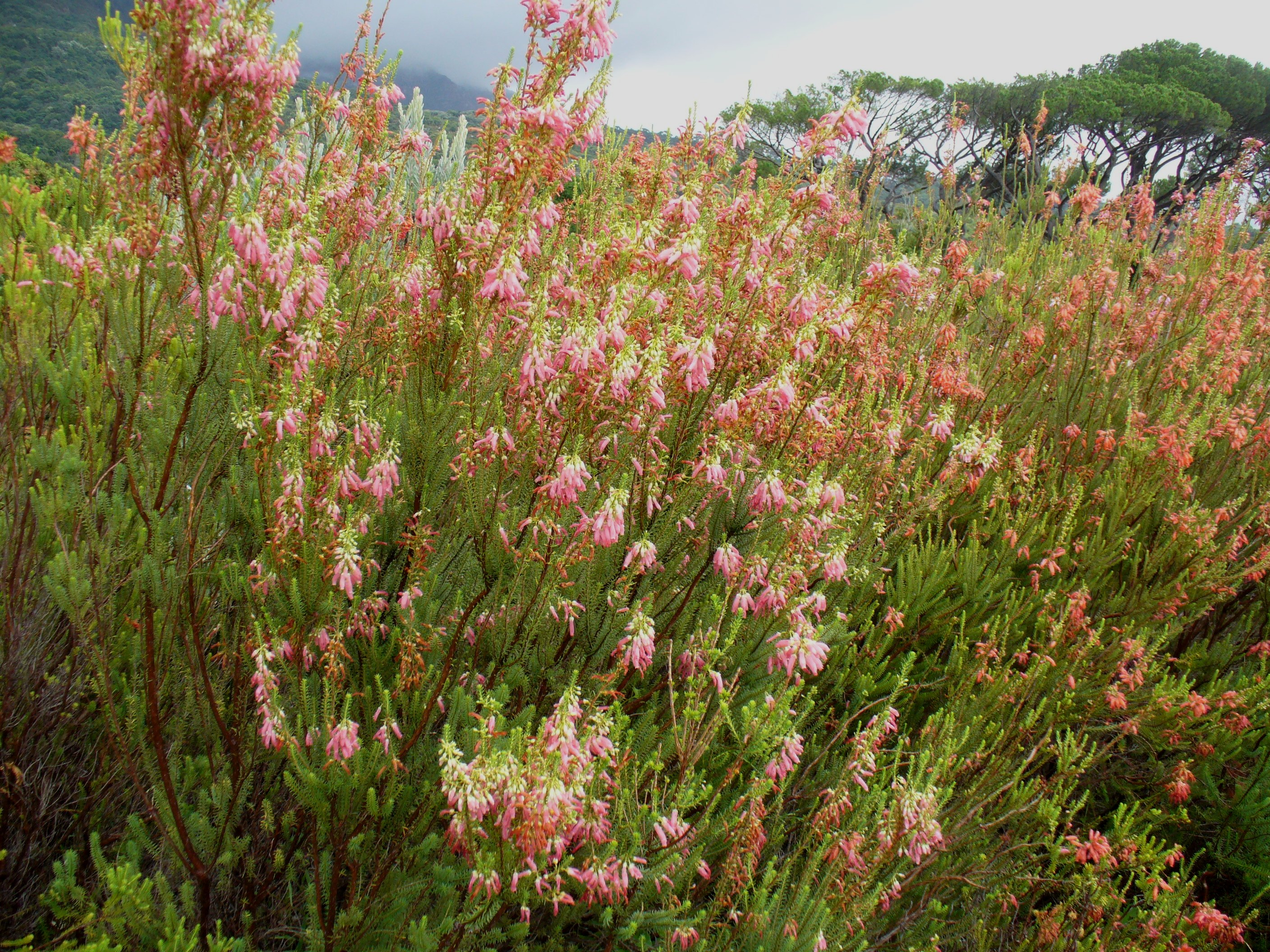
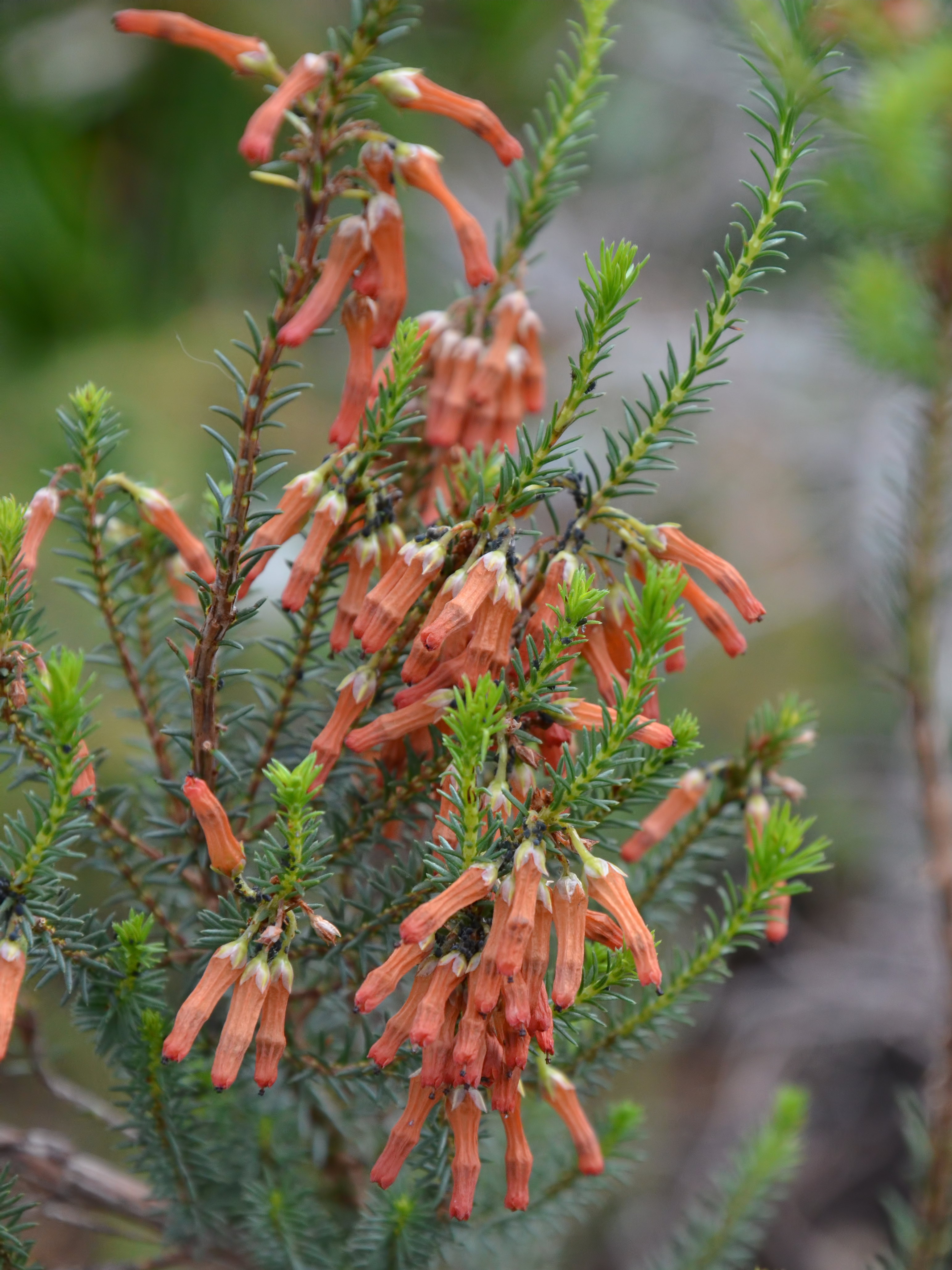
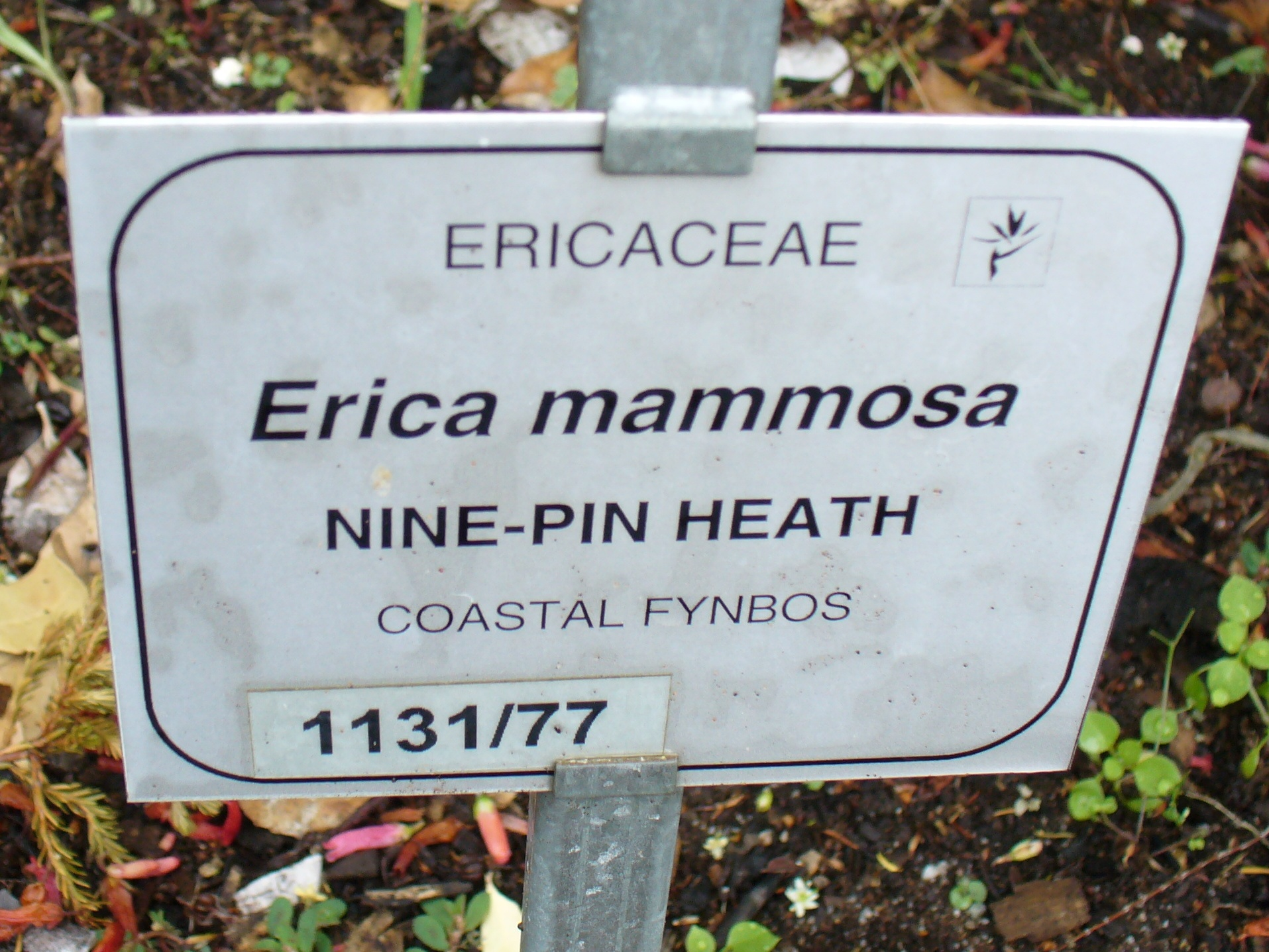